# Palicourea aphthosa
Palicourea aphthosa är en måreväxtart som beskrevs av Paul Carpenter Standley. Palicourea aphthosa ingår i släktet Palicourea och familjen måreväxter.
Artens utbredningsområde är Peru. Inga underarter finns listade i Catalogue of Life.